# Monte Carlisle
Il monte Carlisle è un cono vulcanico costituente l'omonima isola appartenente al gruppo delle isole Four Mountains nell'arcipelago delle Aleutine. L'edificio vulcanico è simmetrico e misura 6,5 km di diametro al livello del mare e le sue pendici sono ricoperte da nevi per tutto l'anno.